# Renato Portaluppi
Renato Portaluppi, conegut com a Renato Gaúcho, (9 de setembre de 1962) és un exfutbolista brasiler.

## Selecció del Brasil
Va formar part de l'equip brasiler a la Copa del Món de 1990.